# Vasculopatia
Il termine vasculopatia o vasculopatia periferica indica una serie di condizioni patologiche generiche caratterizzate dalla comparsa di alterazioni di tipo occlusivo - trombotico a livello linfatico o venoso.

## Fattori di rischio
Fra i fattori di rischio si ritrovano età, sesso (predilige quello maschile), familiarità, diabete mellito, obesità, inattività fisica, fumo di sigaretta.

## Sintomatologia
Fra i sintomi e segni clinici ritroviamo:
- Intorpidimento
- Dolore
- Ipertensione arteriosa